# Bankkonto
Bankkonto är ett finansiellt konto som en kund har i en bank. På kontot bokför banken kundens debet- och kredittransaktioner, det vill säga uttag och insättningar, och resultatet av transaktionerna anger kontots ställning, vilket kallas för saldo. Bankkonton öppnas vanligtvis som ett sätt för banken att ta emot inlåning från allmänheten. Inlåningen kan sedan användas för att erbjuda lån och andra typer av krediter, vilket är bankernas grundläggande affärsverksamhet.

## Kontotyper
För privatpersoner finns det två huvudsakliga typer av bankkonton: transaktionskonton och sparkonton. Transaktionskonto används för att ta emot löpande insättningar, exempelvis lön och andra inkomster, samt för att göra olika former av utbetalningar. Sparkonton används främst för att göra insättningar och uttag av mindre regelbunden natur och banker erbjuder ofta bättre räntevillkor på sparkonton för att attrahera och behålla insatta medel på kontot. Till transaktionskonton kan man ofta koppla olika former av tjänster för att utföra transaktioner, exempelvis möjlighet att betala räkningar, betala inköp och göra uttag ur automat med hjälp av bankkort, överföringar mellan bankkonton, internetbank, etc.
Ett sparkonto kan i allmänhet inte anslutas till särskilda tjänster för att utföra olika typer av transaktioner utan där är endast vanliga insättningar och uttag, eller överföring till annat konto möjligt. På sparkonto kan det även finnas begränsningar exempelvis i antalet uttag som man får göra utan kostnad, där kostnaden antingen kan vara en avgift eller ett ränteavdrag. Vid tillfälle kan det vara möjligt att öppna upp för ett utökat användningsområde av sparkonto, då krävs i så fall ofta först medgivande av bank i form av ett utlåtande om ändrade villkor för sparkonto.
Både transaktionskonton och sparkonton används främst för inlåning, men ett transaktionskonto kan även förses med kreditmöjlighet, exempelvis en kontokredit. Detta innebär att kunden själv genom sina transaktioner kan styra över om kontot skall användas för inlåning där banken betalar ränta till kunden, eller att kunden lånar pengar och då betalar ränta till banken för detta.
Bankkonton som öppnas i Sverige idag är alltid så kallade motbokslösa konton, bankkonto med motbok, det vill säga med bankbok är avskaffade. Uttag från ett konto med bankbok var endast möjligt om kunden besökte ett bankkontor och fysiskt presenterade sin bankbok då denna utgjorde beviset för kundens fordran mot banken. En förkommen bankbok måste först efterlysas innan den juridiskt sett kan "dödas" och en ny utfärdas. Ett konto med bankbok gjorde det i princip omöjligt att använda bankkort, betaltjänster eller internetbank.

## Kontonummer
Bankkontonummer i Sverige består av två delar; clearingnummer och löpnummer. Benämningarna skiljer mellan banker och det förekommer även att endast den del som kallas löpnummer ibland ensamt benämns så som varande ett kontonummer. Clearingnummer identifierar en specifik bankplats i Sverige, det vill säga ett visst bankkontor och det innebär att man även kan utläsa vilken bank ett visst konto tillhör genom clearingnumret.
De allra flesta bankerna har en kontostruktur med clearingnummer om fyra siffror och löpnummer om sju siffror. Detta ger ett kontonummer bestående av elva siffror, och detta förekommer hos samtliga banker i det svenska clearingsystemet utom i Svenska Handelsbanken och sparbanker som samverkar med Swedbank. Swedbank använder elvasiffriga kontonummer för de kunder som tidigare haft konto i Föreningsbanken, men vid samverkan med sparbanker består clearingnumret vanligtvis av fem siffror och löpnumret, här kallat kontonummer, av upp till tio siffror, totalt 15 siffror.
- Affärsbankernas standard: CCCC - XX XXX XX (4 + 7 = 11 siffror)
- Handelsbankens standard: CCCC - XXX XXX XXX (4 + 9 = 13 siffror)
- Sparbankernas (Swedbank) standard: CCCC-C, XXX XXX XXX-X (5 + 10 = 15 siffror)

C = Clearingnummer, X = Kontosiffra
Clearingnummer är ett svenskt system, men många länder använder andra liknande system av koder för bankplatser. Vid internationella penningtransaktioner har inte clearingnumret i sig någon betydelse utan då används istället BIC (ISO 9362) för att transaktionen skall nå rätt bank och rätt land. Vid betalningar inom Europa är det i vissa fall (t.ex. vid SEPA-betalningar) krav på att kontonummer skall anges enligt en internationell standard: International Bank Account Number (IBAN).
Längden på IBAN-kontonummer skiljer mellan olika länder. I Sverige är IBAN 24 tecken långt, medan Danmark och Finland har 18 siffror, och Norge har endast 15. Eftersom IBAN innehåller både landskod och kontrollsiffror och det faktum att det i Sverige finns banker som valt att använda relativt långa kontonummer medför detta att IBAN-nummer i svenska banker har fler siffror än grannländerna.